# Boulevard Maurice-Berteaux (Franconville)
Le boulevard Maurice-Berteaux est une voie de la commune de Franconville, dans le département français du Val-d'Oise.

## Situation et accès
Longue de 1 150 mètres, approximativement orientée nord-sud, elle commence rue du Général-Leclerc et finit place de la République. 
On trouve à son extrémité nord la gare de Franconville - Le Plessis-Bouchard desservie par les trains du réseau Transilien Paris-Nord (ligne H) et ceux de la ligne C du RER.

## Origine du nom

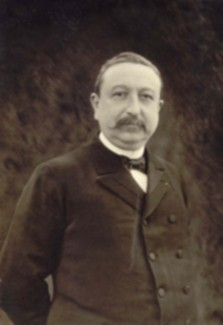
L’homme politique Maurice Berteaux.

Parfois surnommé, par certains habitants, « les Champs-Élysées de Franconville », le boulevard porte le nom de Maurice Berteaux (1852-1911), homme politique français, ministre de la Guerre en 1904-1905.

## Historique
La voie a été ouverte en deux étapes : une première section en 1869 et la seconde en 1890.
Le 26 janvier 1901 est mis en service l’éclairage au gaz.
En 1906, le boulevard compte 33 maisons, habitées par 38 ménages. Sur le plan socioprofessionnel, on relève 20 professions différentes parmi les habitants, dont 13 employés, 3 comptables, 3 cultivateurs, 3 employés des postes, 3 domestiques, 2 corsetières,.
En 1922, la voie prend sa dénomination actuelle par arrêt du conseil municipal.
En 2009, le PLU (plan local d’urbanisme) de la commune, modifié en 2011, 2012, 2015 et 2018, classe le boulevard, mais en partie seulement, en zone pavillonnaire. Cela permet, dans sa partie non protégée, la réalisation de plusieurs opérations immobilières d'importance, diversement appréciées par les Franconvillois. En 2015, alarmée par les destructions qui en résultent, une association d’habitants propose de labelliser le boulevard Maurice-Berteaux « boulevard 1900 ».

## Bâtiments remarquables et lieux de mémoire

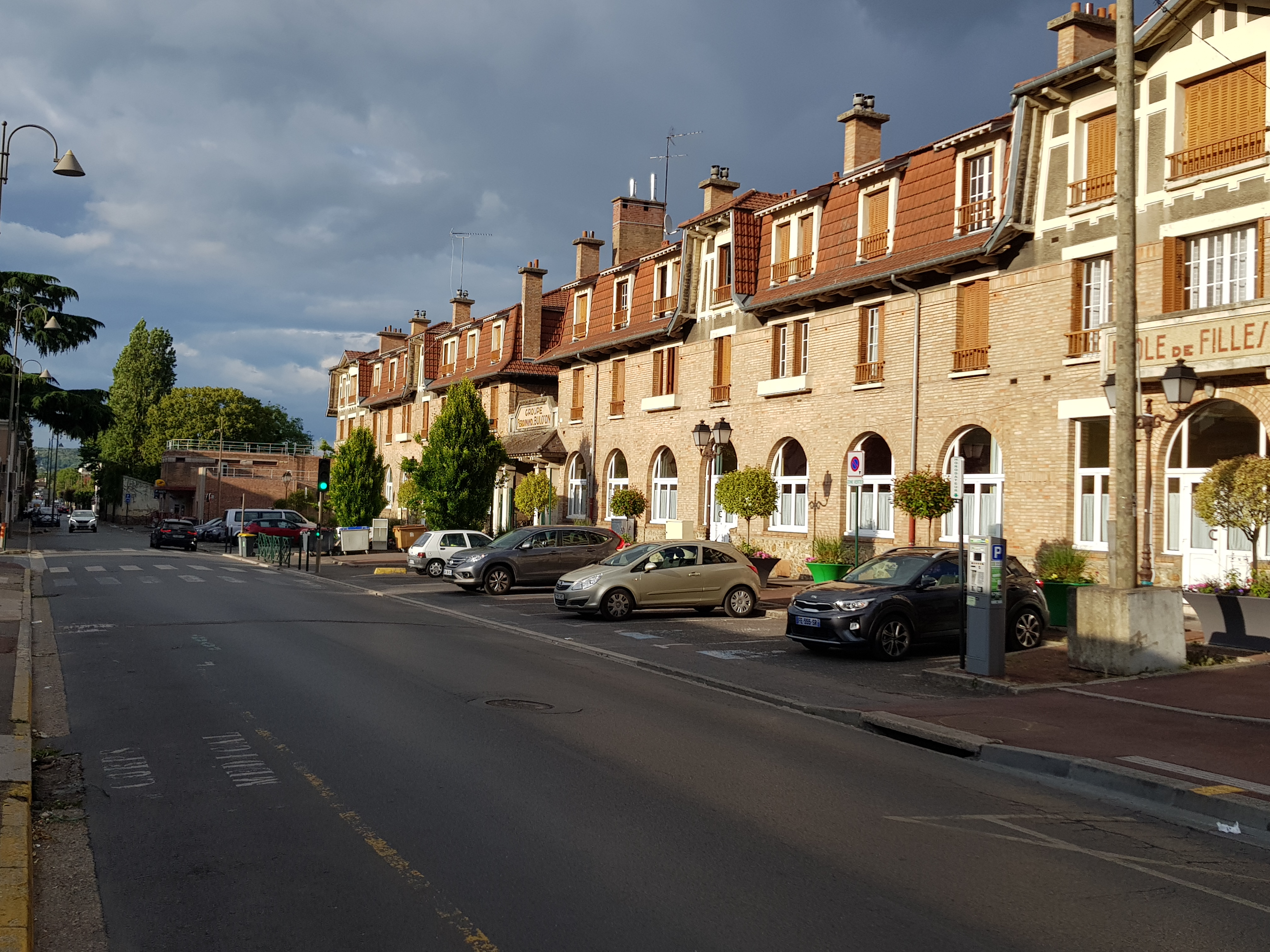
No 18 : groupe scolaire Ferdinand-Buisson.

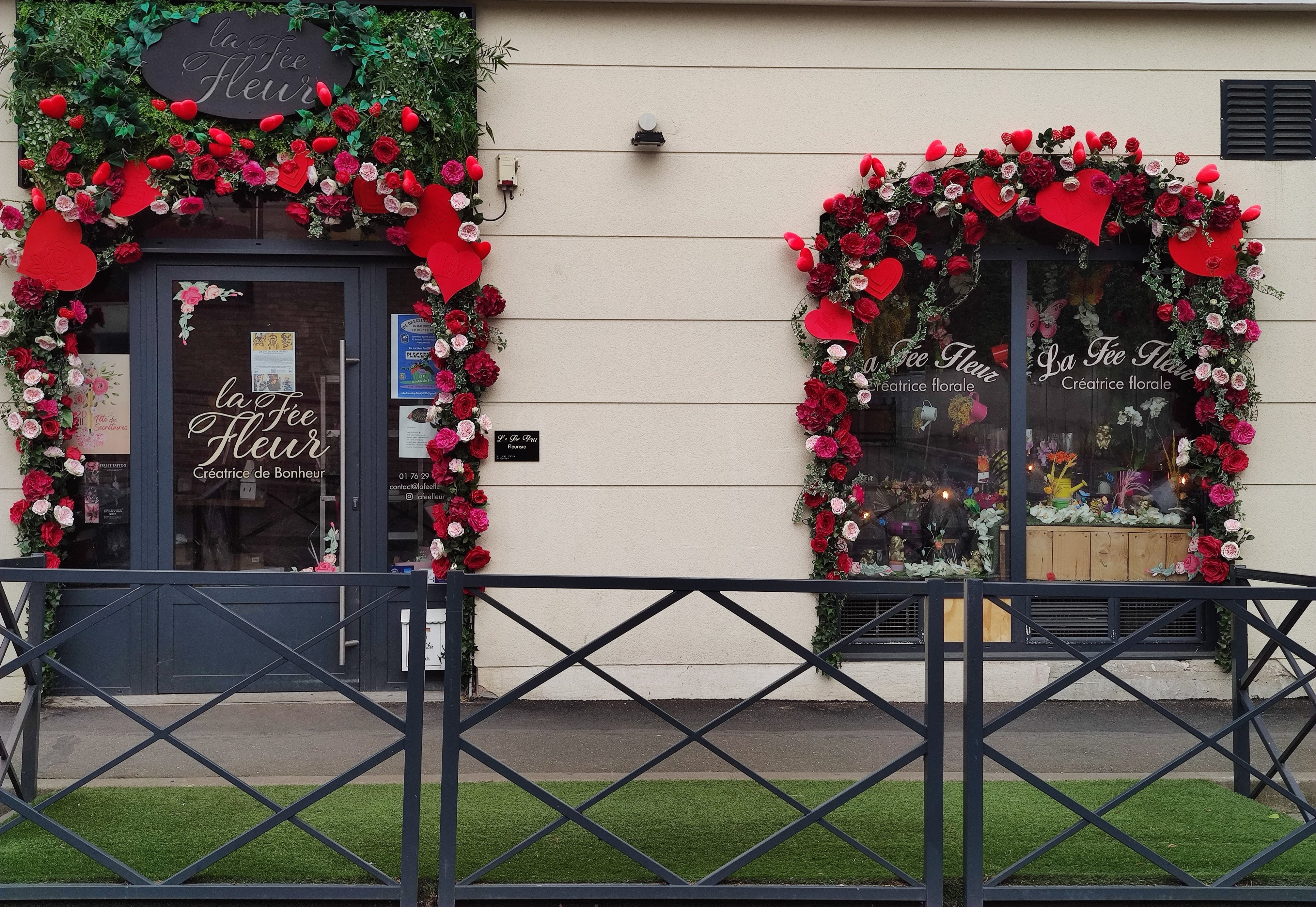
No 59 : devanture de fleuriste.

Si le boulevard, à ses extrémités, a été complètement transformé, on y trouve encore dans sa partie centrale quelques belles maisons en meulière datées des années 1900 qui sont pour beaucoup dans son caractère prestigieux.
- No 10 : commissariat inauguré en 1988.
- No 18 : groupe scolaire Ferdinand Buisson, inauguré en 1937 mais dont la première pierre est posée le 23 décembre 1913[7] ; architecte : Bassompierre.
- No 20 : c’est en 1962 qu’est mis en service le bureau de poste.
- No 22 : la Miquellerie, villa bourgeoise de style normand.
- No 64 : maison paroissiale Jean-Paul II, inaugurée le 18 janvier 2003[8].
- No 79 : maison construite en 1905 ; les initiales entrelacées GF au-dessus de l'entrée signifient Guérin-Foy[9], noms des anciens propriétaires[10].

### Bâtiments démolis
- La seconde mairie de Franconville (de 1881 à 1909) se situait un peu avant l’actuelle école Ferdinand-Buisson, côté rue du Général-Leclerc. Le premier étage du bâtiment, composé de six pièces, servait de logement à l’instituteur. En 1937, l’ancienne mairie est transformée en bureau de poste[11].
- No 21 : la Devilière, belle maison bourgeoise, démolie le 15 septembre 2021.
- No 41 : ancien local de l’harmonie de Franconville, baptisé Do Mi Si La Do Ré (domicile adoré).
- No 61 : c’est dans un petit local exigu et mal éclairé, appartenant à un particulier, situé presque en face de l’actuel bâtiment, qu’est ouvert un bureau de poste le 1er juillet 1906[11].
- No 112 : à cet emplacement, à l'angle de la place de la République, se dressait une vaste villa en meulière, propriété d'un dentiste.
- No 137 : c’est à la place de cette résidence moderne, construite en 2013[12], que se trouvait le domicile d’André Blondé, maire de Franconville de 1959 à 1977.

## Galerie

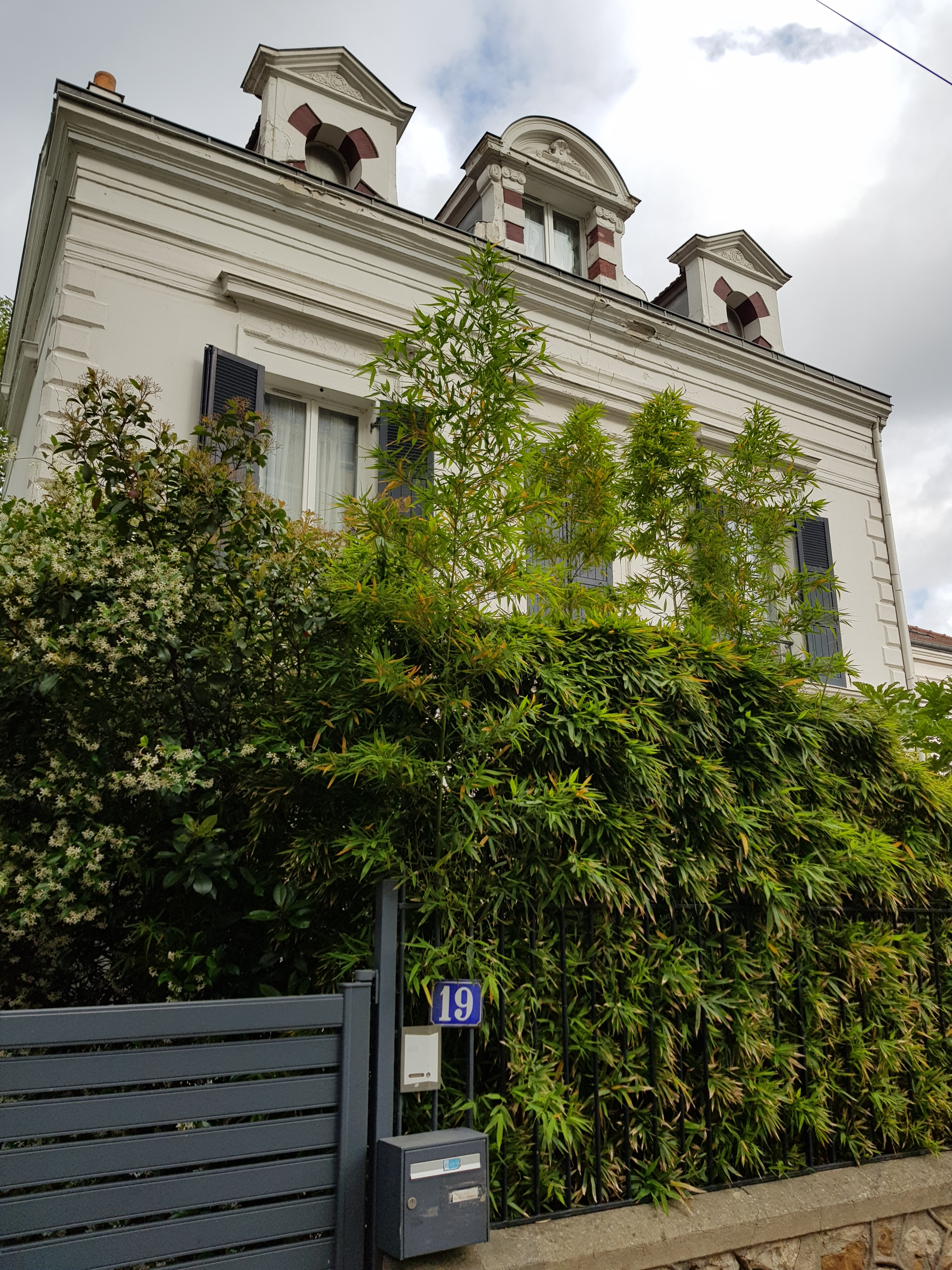
No 19.
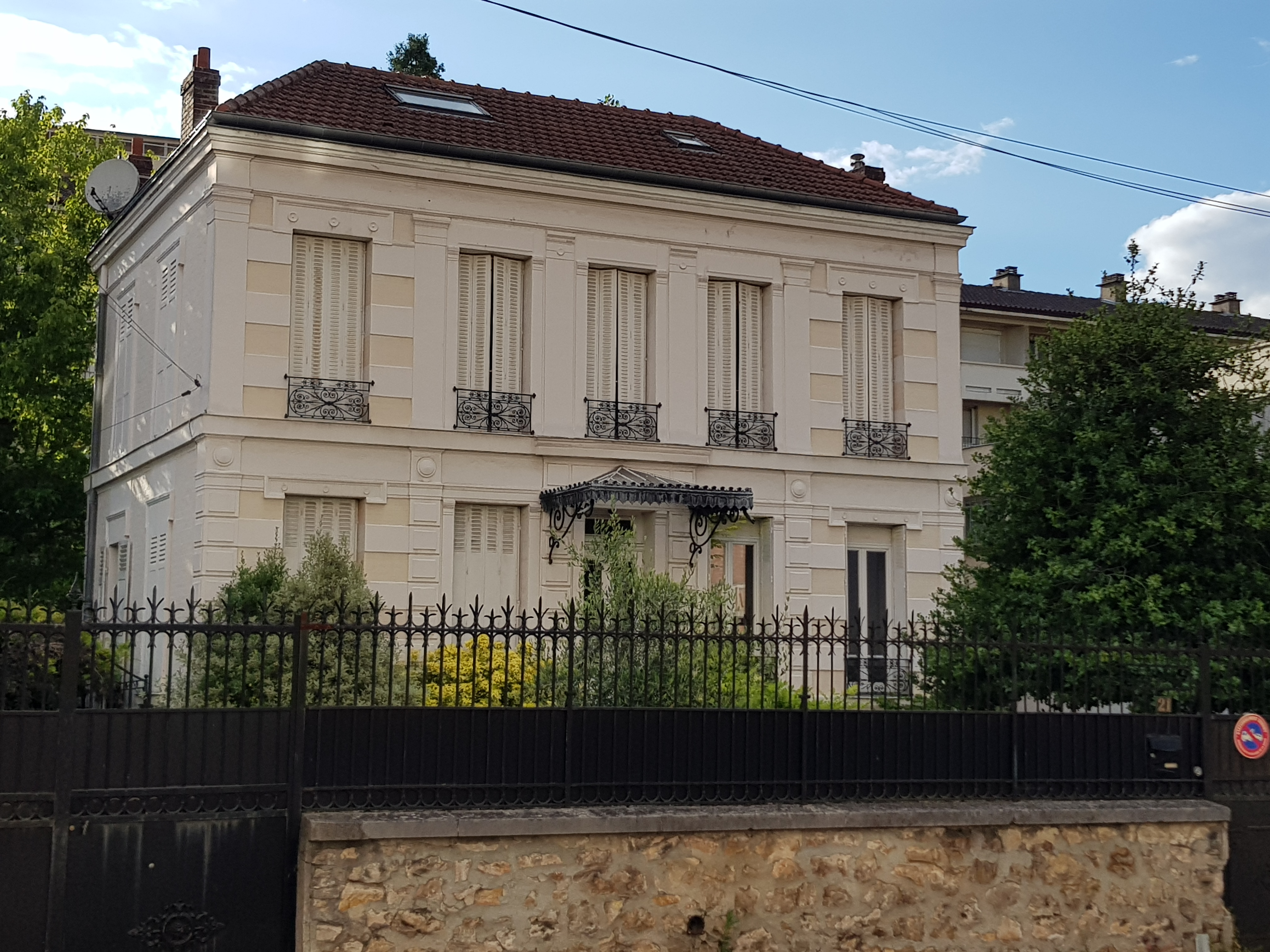
No 21 : la Devilière (démolie).
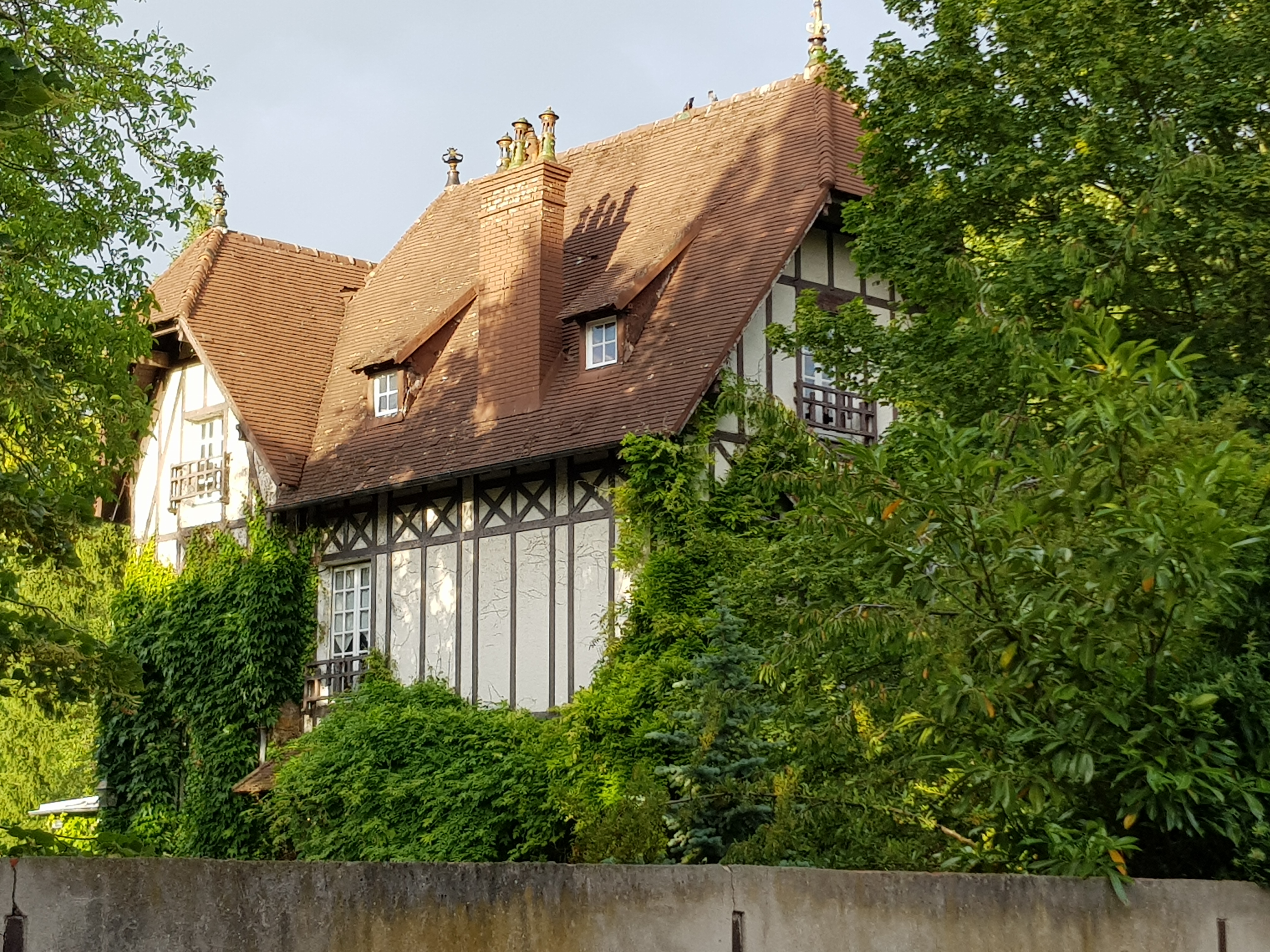
No 22 : la Miquellerie.
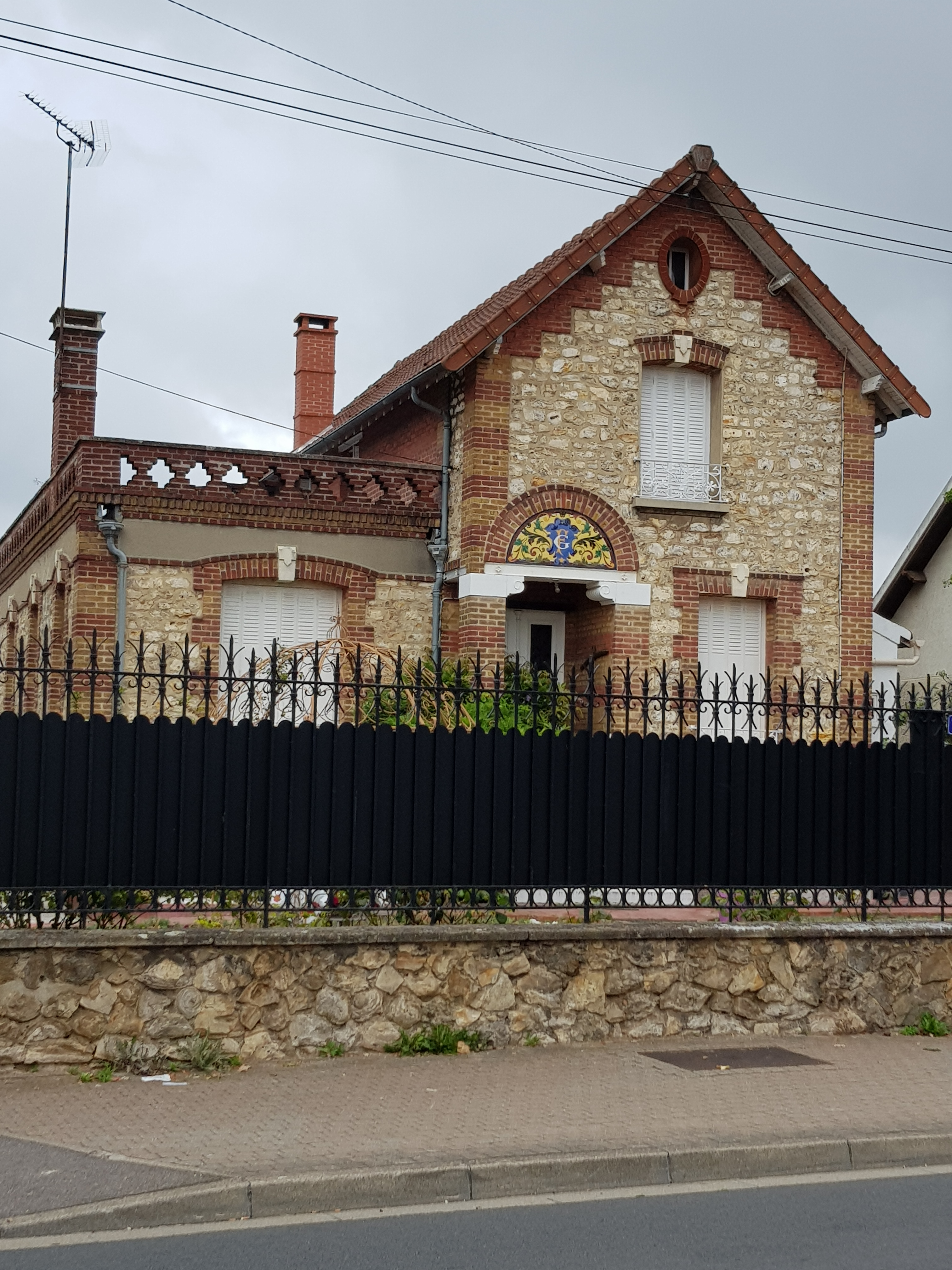
No 79 : maison construite en 1905.
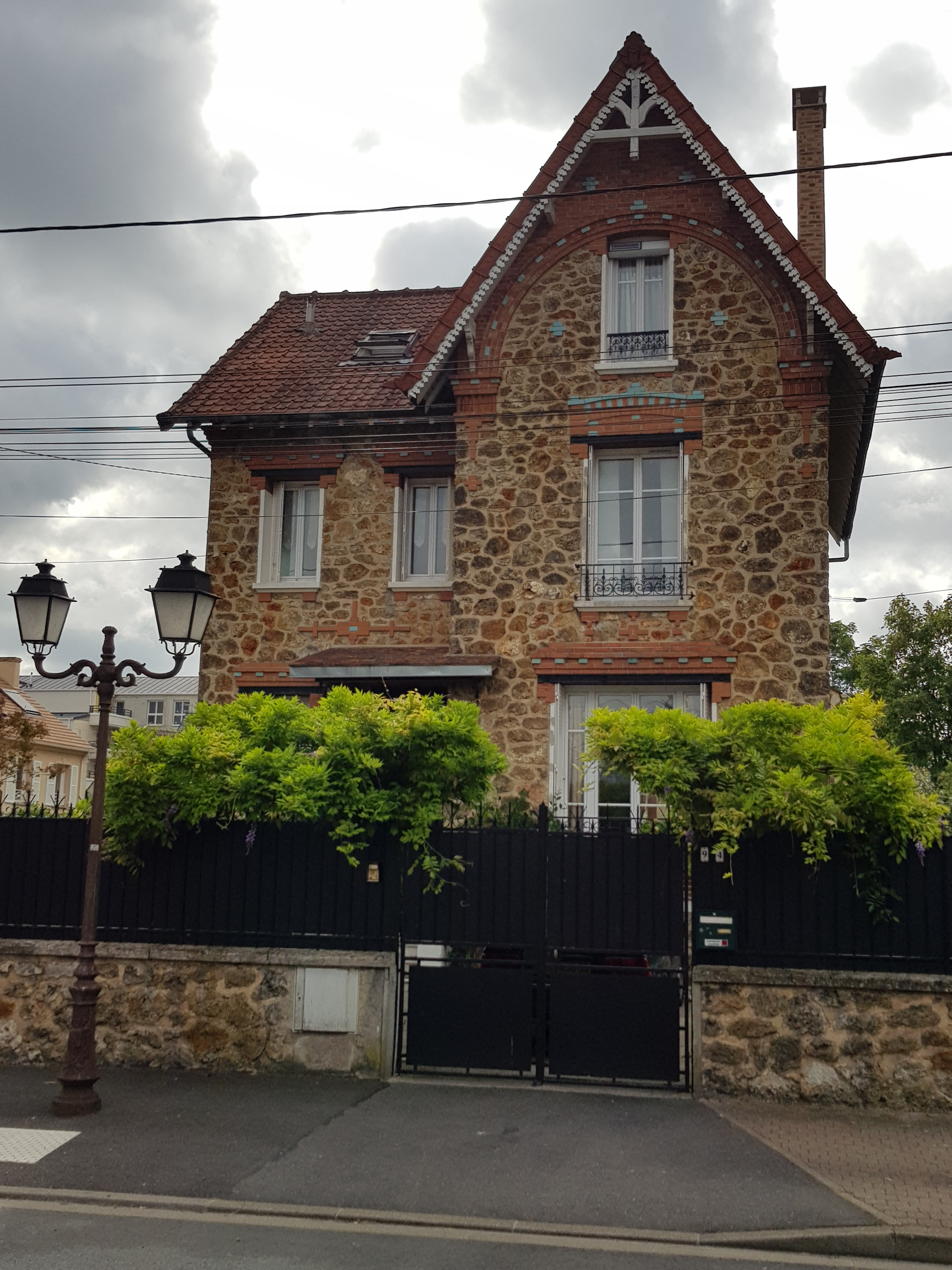
No 94.
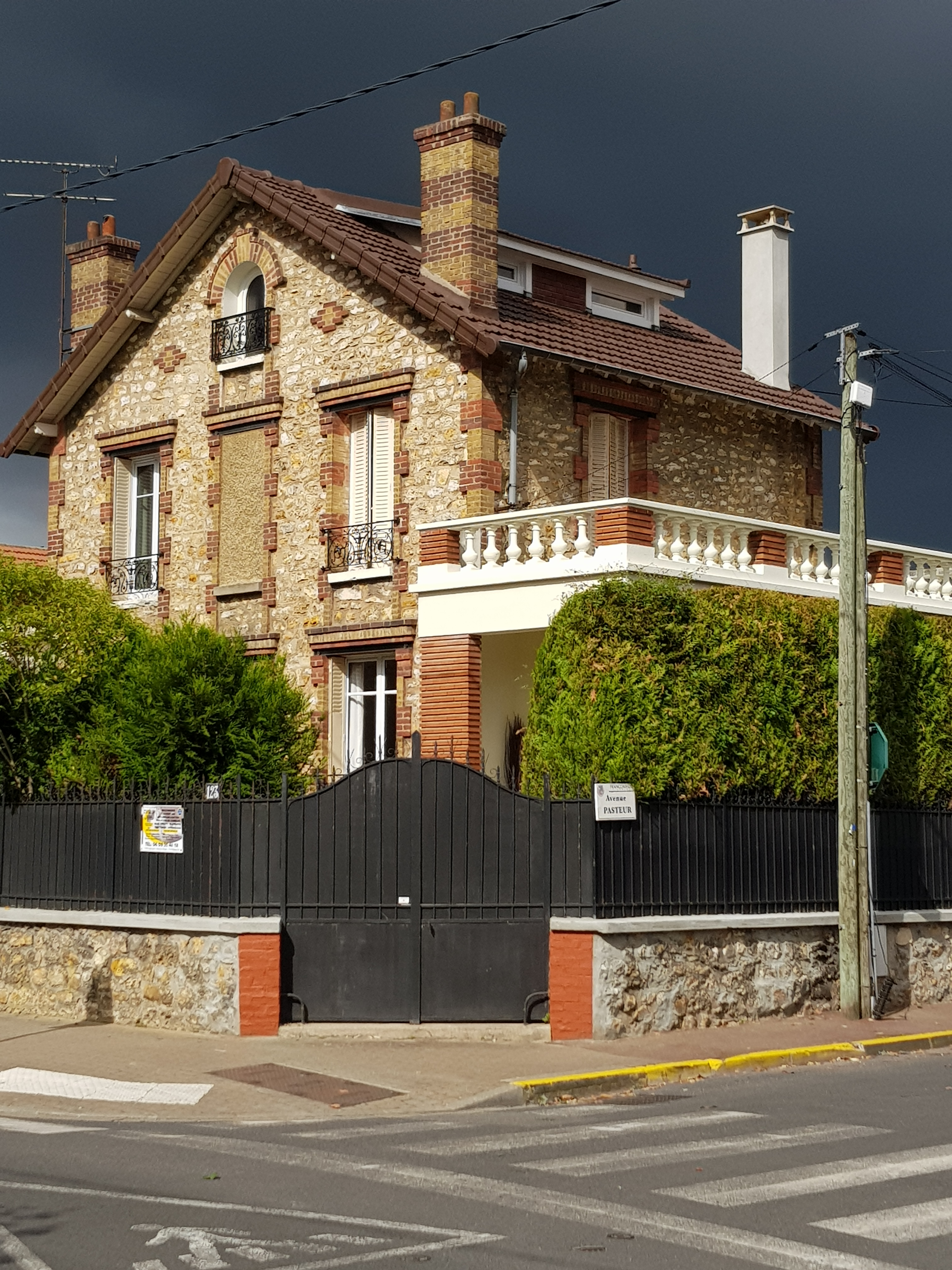
No 123.
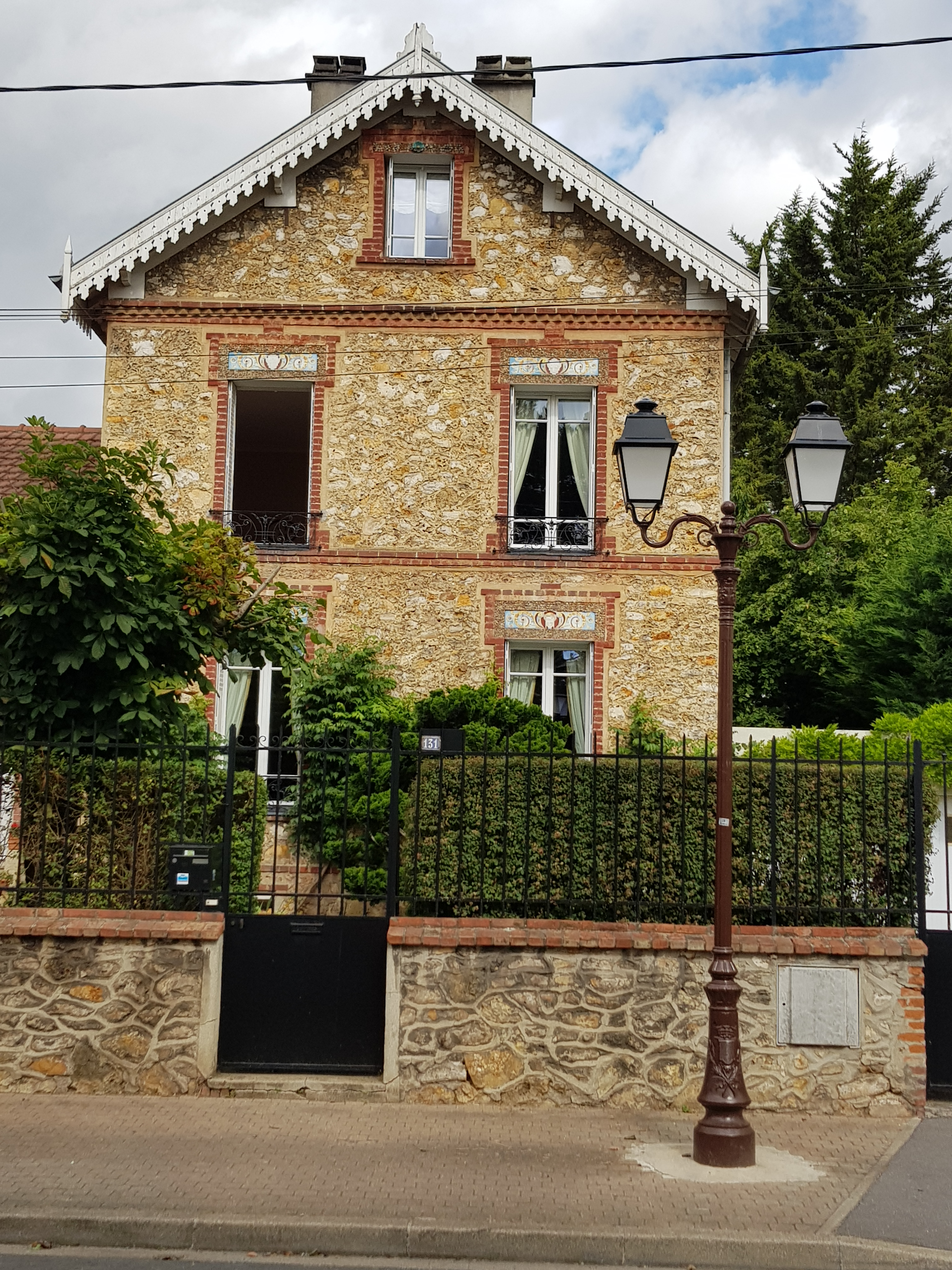
No 131.
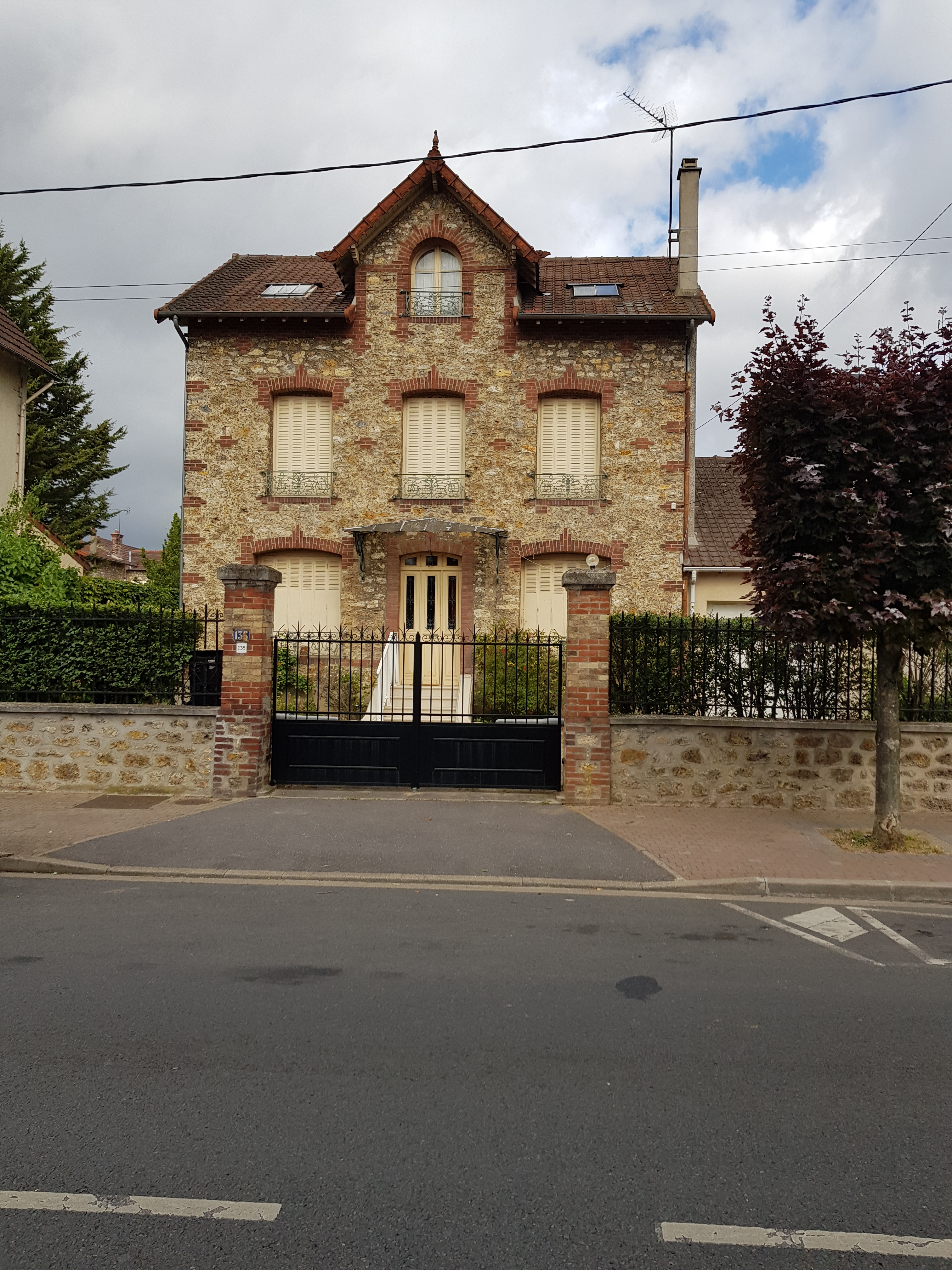
No 135.
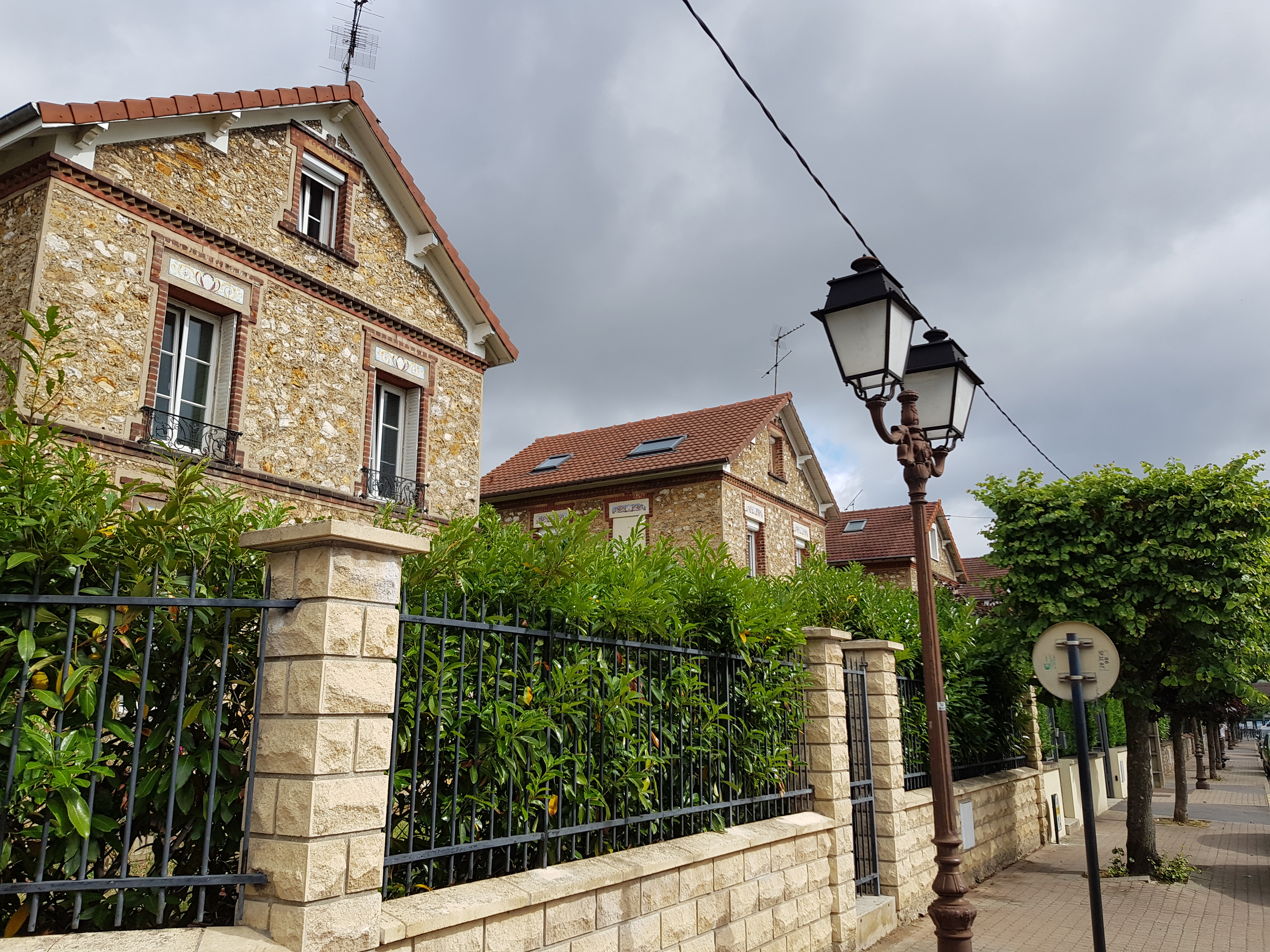
Maisons jumelles.